# Гетаховит-2
Гетаховит-2 (англ. Getahovit-2) — пещера, расположенная на северо-востоке Армении, в предгорьях Малого Кавказа. Раскопки (2011—2017), проведенные армяно-французской миссией «Кавказ», выявили несколько фаз заселения (радиоуглеродное датирование) — верхний палеолит (около 22 000 г. до н. э.), халколит (около 4700-4050 гг. до н. э.) и раннее средневековье (около 900—1200 гг. н. э.).
Это первое известное поселение эпохи халколита в регионе Тавуш и первый пример пещеры-овчарни на Южном Кавказе.

## Описание
Пещерное поселение в Гетаховит-2 в Армении имеет доказанную запись человеческого обитания от палеолита до средневековья, что делает его третьим доисторическим пещерным местом, после Агиту-3 и Калавана-1, известным в этом регионе.
Раскопки также производились армяно-польским исследовательским сотрудничеством между Институтом археологии и этнографии НАН РА и факультетом археологии Варшавского университета.

## Исследование
В период халколита (уровни IV-III) пещера служила укрытием для стад, о чем свидетельствует последовательность отложений копролита, которые регулярно сжигались для очистки пола пещеры. Происхождение популяций, которые укрывали свои стада в этой пещере, определить сложно. Анализы LA-ICP-MS были проведены для изучения происхождения обсидиановых артефактов.
Были обнаружены орудия, изготовлены из обсидиана, хотя поблизости нет месторождений этого вулканического стекла, ближайшие выходы находятся в нескольких днях пешего хода.
Перекрестные исследования происхождения обсидиана и остатков, найденных в пещере, дают указания относительно мобильности человеческих групп, населявших Гетаховит в эпоху халколита, сезонности занятий, а также культурного определения этих групп.